# Pela (Macedônia)

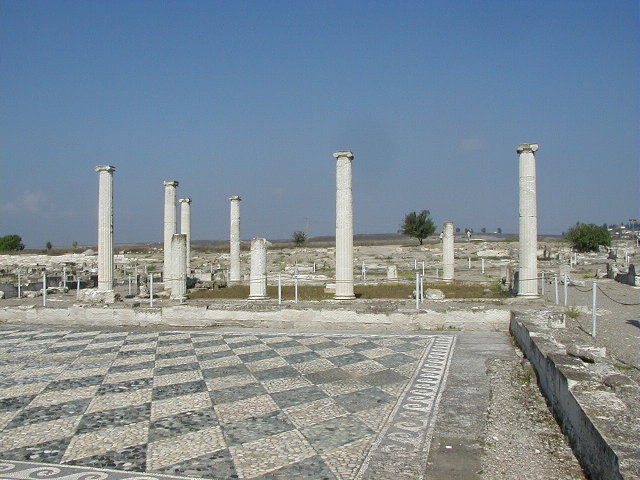
Uma das ruínas em Pela.

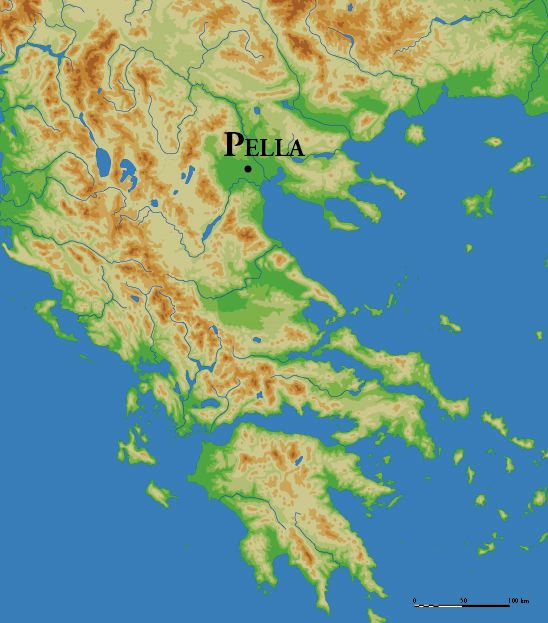
Localização de Pela

Pela (em grego clássico: Πέλλα; romaniz.: Pélla) foi a capital do antigo reino grego da Macedônia, célebre por seus reis Filipe e seu filho, Alexandre, o Grande. Situa-se na planície central da região geográfica da Macedônia, entre o rio Ludias e o Áxio, sobre uma colina que dava, na Antiguidade, para um lago pantanoso, e foi povoada inicialmente por gregos e bárbaros.

## Etimologia
Tradicionalmente, a etimologia popular atribui o nome de Pela a uma variação do grego dórico Apela, que originalmente designava um lugar cerimonial, onde decisões eram tomadas. No entanto, a forma local do grego antigo não era o dórico, e a palavra coincidiria com um termo grego, pélla, que designa "pedra", se referindo a um marco famoso existente na região quando da fundação da cidade.

## História
Pela foi fundada por Arquelau (413–399 a.C.) como a capital de seu reino, substituindo a antiga cidade-palácio de Egas (Vergina). A cidade foi mencionada pela primeira vez por Heródoto de Halicarnasso no contexto da campanha do xá aquemênida Xerxes I, e por Tucídides no contexto da expansão macedônica e a guerra contra Sitalces, rei dos trácios.
De acordo com Xenofonte, no início do século IV a.C. Pela era a maior cidade da Macedônia. Atraiu diversos artistas gregos, como o pintor Zeuxis, o poeta Timóteo de Mileto e o dramaturgo Eurípides, que estreou na cidade sua célebre peça As Bacantes, em 408 a.C., e acabou por morrer na cidade, enquanto escrevia e produzia sua peça Arquelau. Pela foi o local de nascimento do rei Filipe II, cujo palácio foi recentemente descoberto por arqueólogos, e de seu célebre filho, Alexandre, o Grande, que recebeu na cidade a tutoria do filósofo Aristóteles.
Na Antiguidade, Pela era uma cidade portuária, ligada ao golfo Termaico por um pequeno canal navegável, que acabou sendo aterrado, o que deixou o sítio isolado do mar. O reinado de Antígono II provavelmente representou o auge da prosperidade da cidade, já que foi o seu período que deixou o maior número de restos arqueológicos.
Pela foi mencionada por Políbio e Tito Lívio como a capital real de Filipe V e de Perseu, durante as Guerras Macedônicas, travadas contra a República Romana. Nos escritos de Lívio pode ser encontrada a única descrição da aparência da cidade segundo Lúcio Emílio Paulo Macedônico, o general romano responsável por derrotar Perseu na batalha de Pidna:
…[Paulo] observou que não era sem motivo que a cidade havia sido escolhida como residência real. Situa-se na encosta sudoeste de um morro, numa área pantanosa, que se projeta como uma ilha, e está construída sobre uma gigantesca estrutura, forte o bastante para sustentar um muro e prevenir qualquer tipo de dano feito pelas infiltrações da água da lagoa. À distância, parece ser contígua à muralha da cidade, porém na realidade está separada por um canal que flui entre os dois muros e está ligado à cidade por uma ponte. Assim, pode isolar todos os meios de acesso de inimigos externos, e se o rei trancar qualquer um ali, não há qualquer possibilidade de fuga exceto pela ponte, que pode ser guardada bem facilmente..
O famoso poeta Arato morreu em Pela, por volta de 240 a.C.. Pela foi saqueada pelos romanos em 168 a.C., e todo o seu tesouro foi levado para Roma.
Na província romana da Macedônia, Pela foi a capital do terceiro distrito, e possivelmente era a sede do governador romano. Por ser cruzada pela Via Egnácia Pela continuou a ser um ponto importante na rota entre Dirráquio e Salonica. Cícero se hospedou na cidade em 58 a.C., porém a esta altura a sede do governo da província já havia sido transferida para Tessalônica.
Moedas cunhadas na cidade entre 45 e 30 a.C., marcadas como Colônia Júlia Augusta Pela (em latim: Colonia Iulia Augusta Pella) indicam uma possível redução ao status de colônia. O imperador Augusto assentou ali camponeses cujas terras ele havia usurpado para dar a seus veteranos de guerra. Ao contrário, no entanto, de outras colônias macedônicas, como Filipos, Dion, e Cassandreia, Pela nunca esteve sob a jurisdição do ius Italicum ou Lei Romana. São conhecidos quatro pares de magistrados coloniais (IIvirs quinquennales) deste período.
No fim deste século a cidade foi destruída por um terremoto; lojas e oficinas que datam da época da catástrofe foram encontradas, ainda com restos de suas respectivas mercadorias. Uma nova cidade foi construída posteriormente, sobre as ruínas da antiga, o que preservou-as, porém nos arredores do ano de 180 d.C., Luciano de Samósata, ao passar por ela, descreveu-a como "insignificante, com pouquíssimos habitantes" Dião Cristóstomo também atestou a ruína da antiga capital de Filipe e Alexandre. Na realidade, a cidade romana localizava-se numa localização separada, a oeste da capital antiga, o que pode explicar algumas das contradições encontradas entre as evidências epigráficas e testimoniais. No período bizantino o sítio da cidade romana foi ocupado por uma vila fortificada.